# Yucca rostrata
Yucca bleu du Mexique
Espèce
Classification phylogénétique
Yucca rostrata, le yucca bleu du Mexique, est une espèce de yucca cultivée comme plante ornementale dans les jardins xérophiles où sa silhouette caractéristique des déserts nord-américains est appréciée.

## Distribution
Il est originaire des régions chaudes et sèches du sud-ouest des États-Unis et du nord-ouest du Mexique.

## Culture

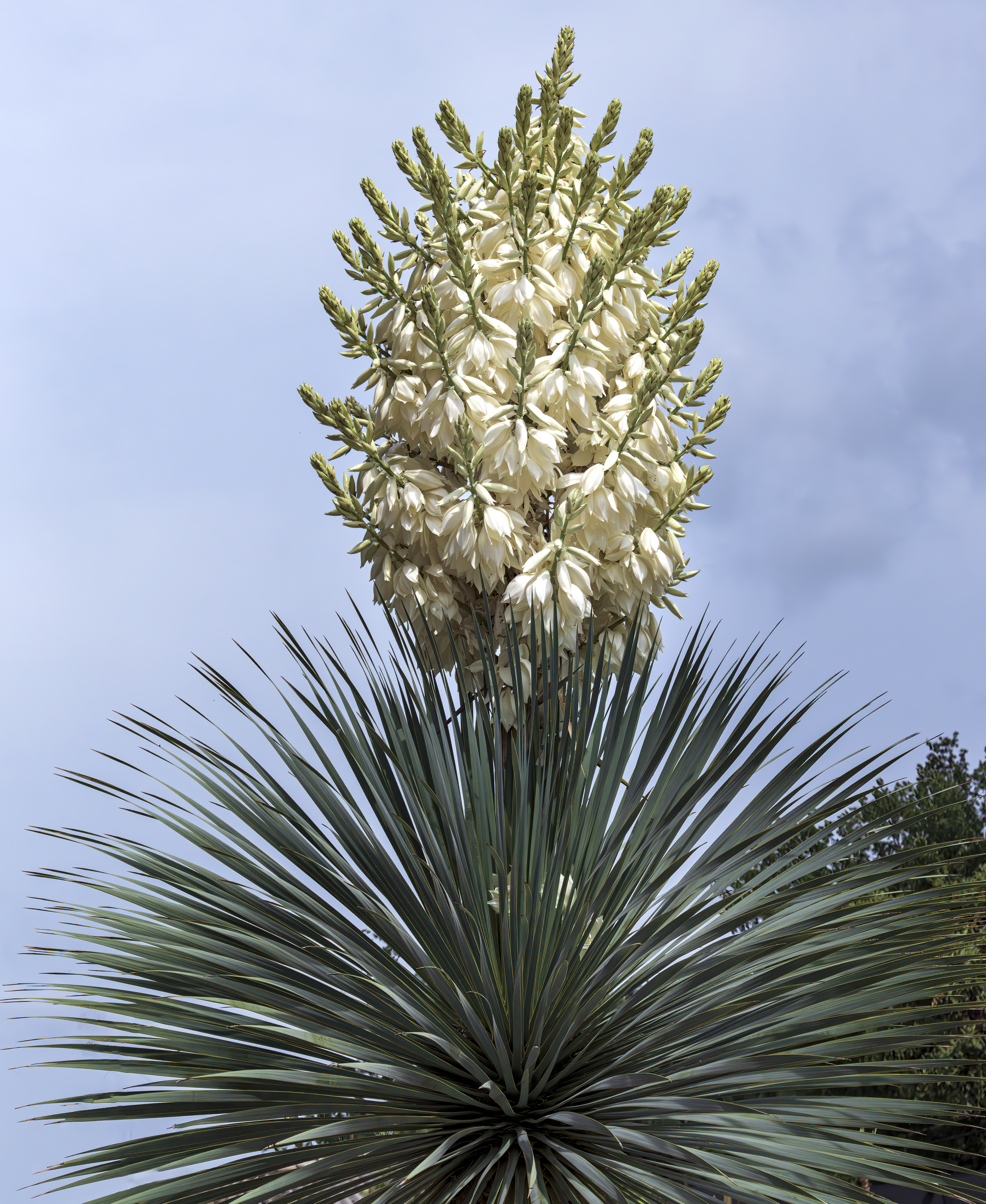
Yucca rostrata- inflorescence.

Il nécessite une exposition ensoleillée et un sol minéral drainant. Rustique, il supporte un fort gel jusqu'à -15°C. Sa croissance est lente. 
La multiplication se fait seulement par semis bien que la multiplication in-vitro soit parfois pratiquée. On ne peut pas multiplier les plantes par bouturage comme cela se fait avec de nombreuses autres espèces de yuccas, tels que Yucca aloifolia et Yucca gigantea.